# Caiophora madrequisa
Caiophora madrequisa là một loài thực vật có hoa trong họ Loasaceae. Loài này được Killip mô tả khoa học đầu tiên năm 1928.